# Lysiteles niger
Lysiteles niger is een spinnensoort in de taxonomische indeling van de krabspinnen (Thomisidae).
Het dier behoort tot het geslacht Lysiteles. De wetenschappelijke naam van de soort werd voor het eerst geldig gepubliceerd in 1979 door Hirotsugu Ono.